# 336 Skvadron
Il 336 Skvadron (in italiano: 336º Squadrone) è stato uno squadrone della Luftforsvaret, l'aeronautica militare norvegese, costituito a Gardermoen (Ullensaker) nel luglio del 1949.

## Storia
Lo squadrone fu fondato presso la base aerea di Gardermoen nel luglio 1949, quando fu separato dal Vampire-ving (Stormo Vampire) del 331 Skvadron.
Nel 1953, i Vampire furono sostituiti dall'F-84G Thunderjet. Cinque anni dopo, nel 1958, l'intero squadrone fu trasferito alla base aerea di Rygge, dove fu convertito al F-86F Sabrejet fino a quando, dal 1966, il Northrop F-5 non fu gradualmente introdotto nella Luftforsvaret.
Il 336 skvadron entrò a far ufficialmente parte nel 1976, fino alla sua disattivazione, della NATO Tiger Association, associazione aerea fondata nel 1961 non facente però parte della struttura formale della NATO. Lo squadrone partecipò al Tiger Meet del 1975 come osservatore, mentre nell'edizione successiva entrò a farne parte a pieno titolo.
Nel 1999, lo squadrone aveva lo status di squadrone di caccia mobilitabile per la guerra elettronica.
Nel 2000, dopo poco più di cinquant'anni di servizio, lo squadrone venne disattivato in seguito all'inizio del ritiro dal servizio dell'F-5 Freedom Fighter.
Nel maggio 2024 venne presa in considerazione la possibilità di ricostituire lo squadrone in relazione all'acquisizione di nuovi elicotteri da trasporto.

## Aeromobili utilizzati

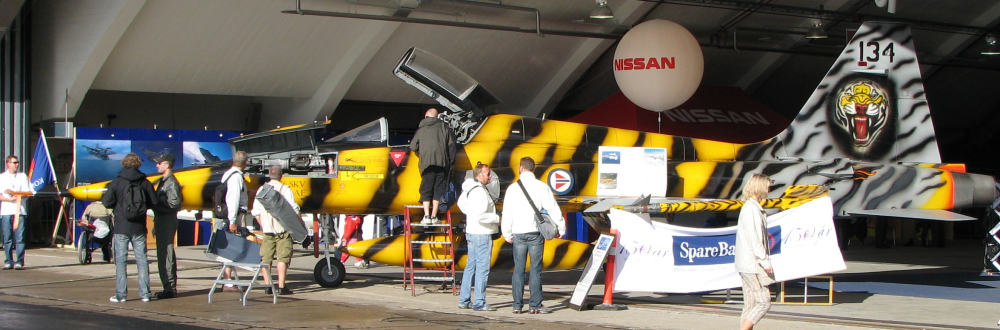
Un Northrop F-5 Freedom Fighter del 336 Skvadron norvegese durante un "Tiger Meet" nel 2007.

- de Havilland DH.100 Vampire (1949-1953)
- Republic F-84G Thunderjet (1953-1958)
- North American F-86F Sabre (1958-1953)
- Northrop F-5 Freedom Fighter (1966-2000)